# Eerste Kamerverkiezingen 1963
De Eerste Kamerverkiezingen van 1963 waren tussentijdse Nederlandse verkiezingen voor de Eerste Kamer der Staten-Generaal. Zij vonden plaats op 16 mei 1963.
De verkiezingen waren noodzakelijk geworden na ontbinding van de Eerste Kamer, nadat een voorstel tot Grondwetsherziening in eerste lezing door Tweede Kamer en Eerste Kamer aangenomen was. Bij deze verkiezingen kozen de leden van  Provinciale Staten - die op 28 maart 1962 bij de Statenverkiezingen gekozen waren - in vier kiesgroepen een geheel nieuwe Eerste Kamer.
De door de leden van Provinciale Staten uitgebrachte stemmen hadden niet alle dezelfde waarde; zij werden gewogen aan de hand van de bevolkingscijfers van de provincies. 
De uitslag van de verkiezingen was als volgt:
| Partij                                  | Zetels | Zetels | +/− | Zetelverdeling naar kiesgroep | Zetelverdeling naar kiesgroep | Zetelverdeling naar kiesgroep | Zetelverdeling naar kiesgroep |
| Partij                                  | 1960   | 1963   | +/− | I                             | II                            | III                           | IV                            |
| --------------------------------------- | ------ | ------ | --- | ----------------------------- | ----------------------------- | ----------------------------- | ----------------------------- |
| Katholieke Volkspartij                  | 26     | 26     | 0   | 14                            | 5                             | 4 (+1)                        | 3 (−1)                        |
| Partij van de Arbeid                    | 23     | 25     | +2  | 4                             | 7 (+1)                        | 6                             | 8 (+1)                        |
| Anti-Revolutionaire Partij              | 8      | 7      | −1  | 1                             | 2 (−1)                        | 2                             | 2                             |
| Christelijk-Historische Unie            | 8      | 7      | −1  | 1                             | 3                             | 1 (−1)                        | 2                             |
| Volkspartij voor Vrijheid en Democratie | 8      | 7      | −1  | 1                             | 2                             | 2                             | 2 (−1)                        |
| Pacifistisch Socialistische Partij      | -      | 2      | +2  | 0                             | 0                             | 1 (+1)                        | 1 (+1)                        |
| Communistische Partij van Nederland     | 2      | 1      | −1  | 0                             | 0                             | 1 (−1)                        | 0                             |
| Totaal                                  | 75     | 75     | 0   | 21                            | 19                            | 17                            | 18                            |

## Gekozenen
Bij deze verkiezingen waren alle 75 leden aftredend, van wie 54 herkozen werden.
Fred van der Spek  werd gekozen op de lijst van de PSP in de kiesgroepen III en IV; hij gaf de voorkeur aan de benoeming in kiesgroep III. In kiesgroep IV werd vervolgens Max van Pelt benoemd verklaard.
*1850 · 1853 · 1856 · 1859 · 1862 · 1865 · 1868 · 1871 · 1874 · 1877 · 1880 · 1883 · *1884 · 1887 (I) · *1887 (II) · *1888 · 1890 · 1893 · 1896 · 1899 · 1902 · *1904 · 1907 · 1910 · 1913 · 1916 · *1917 · 1919 · *1922 · *1923 · 1926 · 1929 · 1932 · 1935 · *1937 · *1946 · *1948 · 1951 · *1952 · 1955 · *1956 (I) · *1956 (II) · 1960 · *1963 · 1966 · 1969 · *1971 · 1974 · 1977 · 1980 · *1981 · *1983 · *1986 · 1987 · 1991 · 1995 · 1999 · 2003 · 2007 · 2011 · 2015 · 2019 · 2023

* algemene verkiezingen in verband met vervroegde ontbinding van de Eerste Kamer

vanaf 1987 bedraagt de vaste zittingstermijn van de Eerste Kamer vier jaar